# St. Katharina (Kohlscheid)

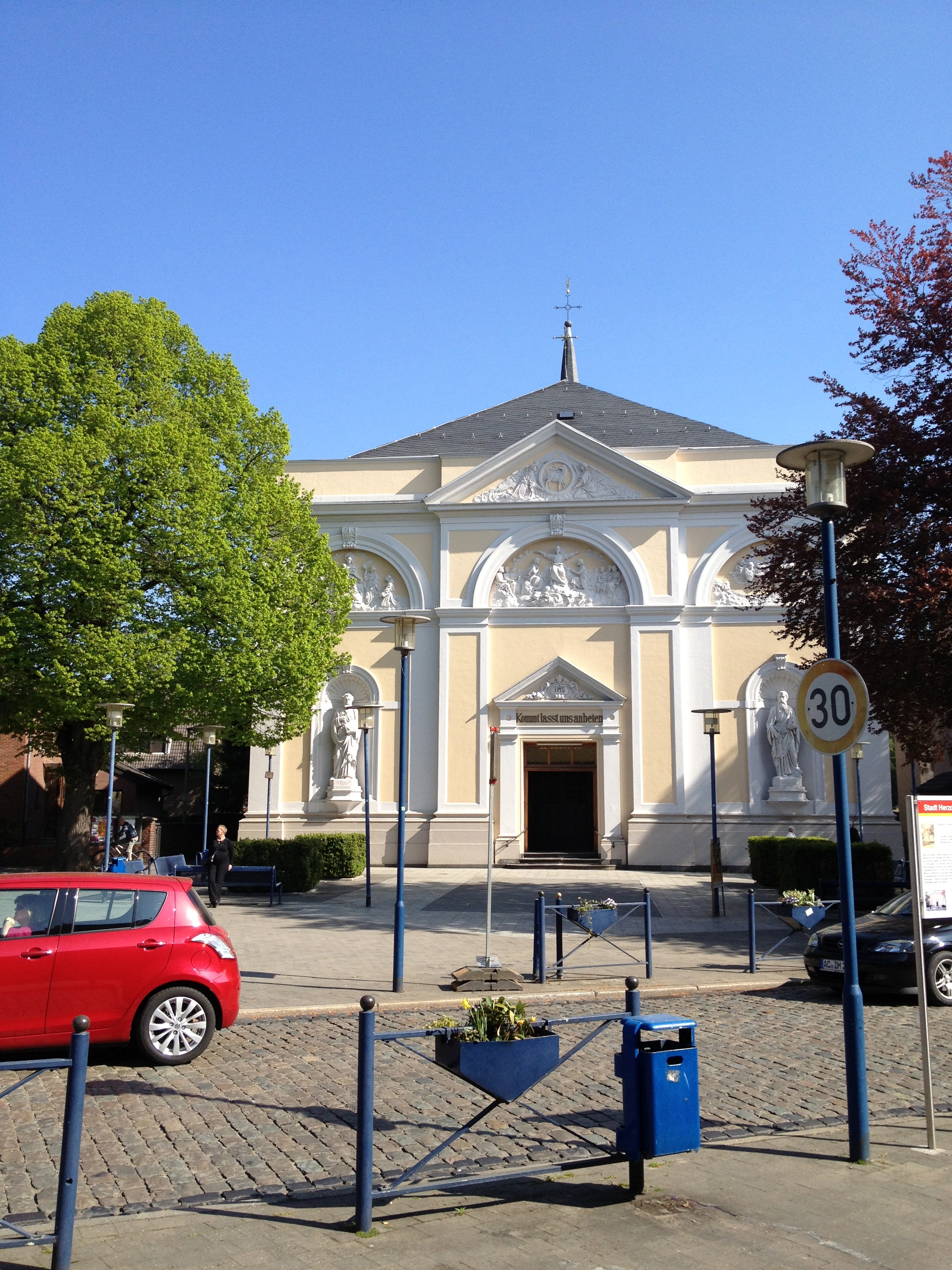
Übergiebelte Westfassade mit Sandsteinverblendung und Skulpturenschmuck

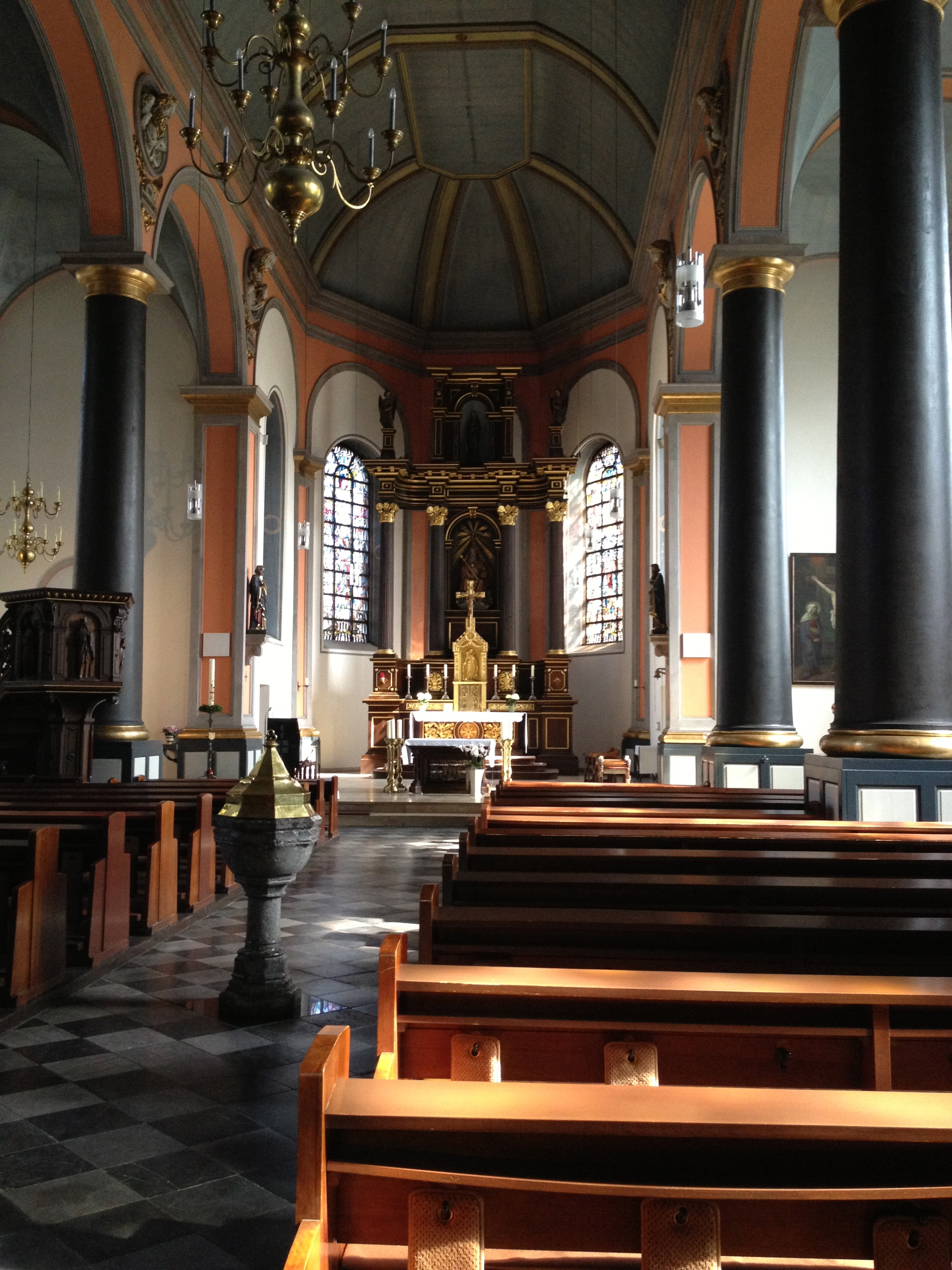
Innenraum von St. Katharina (Herzogenrath-Kohlscheid). Tonnengewölbe, Hochaltar, Toskanische Säulen.

Die katholische Pfarrkirche St. Katharina ist ein denkmalgeschütztes Kirchengebäude in Kohlscheid, einem Stadtteil von Herzogenrath in der Städteregion Aachen (Nordrhein-Westfalen).

## Geschichte und Architektur
Der klassizistische Backsteinbau mit übergiebelter Westfassade wurde von 1831 bis 1838 nach Entwürfen der Grubendirektoren Matthias Joseph Schümmer und Johann Joseph Schümmer errichtet. 
Am 25. November 1838 wurde zum ersten Mal Gottesdienst in der neuen Kirche gefeiert.
Im Jahr 1903 wurde die Fassade, wie sie heute ist, nach Plänen von Josef Kleesattel erstellt.
Der Westturm schließt an das Gebäude an, der Chor ist fünfseitig geschlossen. Die Sandsteinverblendung, der Verputz und der Skulpturenschmuck der Westfassade stammen vom Anfang des 20. Jahrhunderts. Der luftige, pseudobasilikale Innenraum ist dreischiffig. Im Mittelschiff ruht über kräftigen toskanischen Säulen ein Tonnengewölbe. In die Seitenschiffe wurden Kreuzgratgewölbe eingezogen.

## Ausstattung
- Der Hochaltar, die Orgelempore und zwei Beichtstühle stammen aus der Bauzeit.
- Die Figurenmeidaillons im Mittelschiff sind vom Anfang des 20. Jahrhunderts.